# Воле Сојинка
Акинванде Олуволе „Воле“ Сојинка (енгл. Akinwande Oluwole "Wole" Soyinka; Абеокута, 13. јул 1934), нигеријски је писац, песник и драматург. Први је Африканац добитник Нобелове награде за књижевност. Ову награду је добио 1986. године.
Сојинка је рођен у јорубској породици у Абеокути. Године 1954. похађао је Државни колеџ у Ибадану, а потом Универзитетски колеџ Ибадан и Универзитет у Лидсу у Енглеској. Након студија у Нигерији и Великој Британији, радио је за Краљевски дворски театар у Лондону. Наставио је да пише драме које су продуковане у обе земље, у позориштима и на радију. Имао је активну улогу у политичкој историји Нигерије и њеној кампањи за независност од британске колонијалне владавине. Године 1965. заузео је студио Вестерн Нигерија Броадкастинг Сервис и емитовао захтев за отказивање регионалних избора у Западној Нигерији. Године 1967, током Грађанског рата у Нигерији, ухапсила га је савезна влада генерала Јакубуа Говона и ставила у самицу на две године, јер се добровољно пријавио да буде невладин актер.
Сојинка је био снажан критичар узастопних нигеријских (и афричких) влада, посебно многих војних диктатора у земљи, као и других политичких тиранија, укључујући Мугабеов режим у Зимбабвеу. Велики део његовог писања бави се „угњетавачком чизма и небитносшћу боје стопала која је носи“. Током режима генерала Санија Абаче (1993–98), Сојинка је побегао из Нигерије на мотоциклу преко „NADECO руте“. Абача је касније прогласио смртну казну против њега „у одсуству“. Са цивилном влашћу враћеном у Нигерију 1999. године, Сојинка се вратио својој нацији. Сојинка је децембра 2020. описао 2020. годину као најизазовнију годину у историји нације. Он је рекао: „Уз турбуленције које су карактерисале 2020. и како се активности смањују, расположење је било одвратно и веома негативно. Не желим да звучим песимистично, али ово је једна од најпесимистичнијих година које сам познавао у овој земљи и то није било само због COVID-19. Природне катастрофе су се дешавале негде другде, али како сте успели да држите корак с њима?"
У Нигерији, Сојинка је био професор компаративне књижевности (1975. до 1999.) на Универзитету Обафеми Аволово, који се тада звао Универзитет Ифе. Када је цивилна власт враћена у Нигерију 1999. године, постао је професор емеритус. Док је био у Сједињеним Државама, прво је предавао на Универзитету Корнел као Голдвин Смитов професор за афричке студије и позоришну уметност од 1988. до 1991, а затим на Универзитету Емори, где је 1996. године именован за Роберта В. Вудрафовог професора уметности. Сојинка је био професор креативног писања на Универзитету Неваде, Лас Вегас, и радио је као стипендиста на Институту за афроамеричка питања NYU и на Универзитету Лојола Маримоунт у Лос Анђелесу, Калифорнија. Такође је предавао на универзитетима у Оксфорду, Харварду и Јејлу. Сојинка је такође био истакнути стипендиста на Универзитету Дјук 2008. године.
У децембру 2017, Соиинка је награђена Европском позоришном наградом у категорији „Специјална награда“ која се додељује ствараоцу који је „допринео реализацији културних догађаја који промовишу разумевање и размену знања међу људима”."

## Радови
Драме
- Keffi's Birthday Treat (1954)
- The Invention (1957)
- The Swamp Dwellers (1958)
- A Quality of Violence (1959)[24]
- The Lion and the Jewel (1959)
- The Trials of Brother Jero (1960)
- A Dance of the Forests (1960)
- My Father's Burden (1960)
- The Strong Breed (1964)
- Before the Blackout (1964)
- Kongi's Harvest (1964)
- The Road (1965)
- Madmen and Specialists (1970)
- The Bacchae of Euripides (1973)
- Camwood on the Leaves (1973)
- Jero's Metamorphosis (1973)
- Death and the King's Horseman (1975)
- Opera Wonyosi (1977)
- Requiem for a Futurologist (1983)
- A Play of Giants (1984)
- Childe Internationale (1987)[25][26]
- From Zia with Love (1992)
- The Detainee (radio play)
- A Scourge of Hyacinths (radio play)
- The Beatification of Area Boy (1996)
- Document of Identity (radio play, 1999)
- King Baabu (2001)
- Etiki Revu Wetin
- Alapata Apata (2011)
- "Thus Spake Orunmila" (short piece; in Sixty-Six Books (2011)[27]

Романи
- The Interpreters (1965)
- Season of Anomy (1972)
- Chronicles from the Land of the Happiest People on Earth (Bookcraft, Nigeria; Bloomsbury, UK; Pantheon, US, 2021)[28]

Кратке приче
- A Tale of Two (1958)
- Egbe's Sworn Enemy (1960)
- Madame Etienne's Establishment (1960)

Меморари
- The Man Died: Prison Notes (1972)
- Aké: The Years of Childhood (1981)
- Ibadan: The Penkelemes Years: a memoir 1945–1965 (1989)
- Ìsarà: A Voyage around Essay (1989)
- You Must Set Forth at Dawn (2006)

Збирке поезије
- Telephone Conversation (1963) (appeared in Modern Poetry in Africa)
- Idanre and other poems (1967)
- A Big Airplane Crashed into The Earth (original title Poems from Prison) (1969)
- A Shuttle in the Crypt (1971)
- Ogun Abibiman (1976)
- Mandela's Earth and other poems (1988)
- Early Poems (1997)
- Samarkand and Other Markets I Have Known (2002)

Есеји
- "Towards a True Theater" (1962)
- Culture in Transition (1963)
- Neo-Tarzanism: The Poetics of Pseudo-Transition
- A Voice That Would Not Be Silenced
- Art, Dialogue, and Outrage: Essays on Literature and Culture (1988)
- From Drama and the African World View (1976)
- Myth, Literature, and the African World (1976)[29]
- The Blackman and the Veil (1990)[30]
- The Credo of Being and Nothingness (1991)
- The Burden of Memory – The Muse of Forgiveness (1999)
- A Climate of Fear (the BBC Reith Lectures 2004, audio and transcripts)
- New Imperialism (2009)[31]
- Of Africa (2012)[32][33]
- Beyond Aesthetics: Use, Abuse, and Dissonance in African Art Traditions (2019)

Филмови
- Kongi's Harvest
- Culture in Transition
- Blues for a Prodigal

Преводи
- The Forest of a Thousand Demons: A Hunter’s Saga (1968; a translation of D. O. Fagunwa's Ògbójú Ọdẹ nínú Igbó Irúnmalẹ̀)
- In the Forest of Olodumare (2010; a translation of D. O. Fagunwa's Igbo Olodumare)